# سيرجيو ألفاريز (لاعب فروسية استعراضية)
سيرجيو ألفاريز (بالإسبانية: Sergio Álvarez Moya)‏ (و. 1985  م) هو لاعب فروسية استعراضية إسباني، ولد في أفيليس، شارك في الفروسية في الألعاب الأولمبية الصيفية 2016.

## روابط خارجية
- سيرجيو ألفاريز على موقع الاتحاد الدولي للفروسية (الإنجليزية)
- سيرجيو ألفاريز على موقع FEI (رابط بديل) (الإنجليزية)
- سيرجيو ألفاريز على موقع اللجنة الأولمبية الدولية (الإنجليزية)
- سيرجيو ألفاريز على موقع أوليمبيديا (الإنجليزية)